# Perú Posible

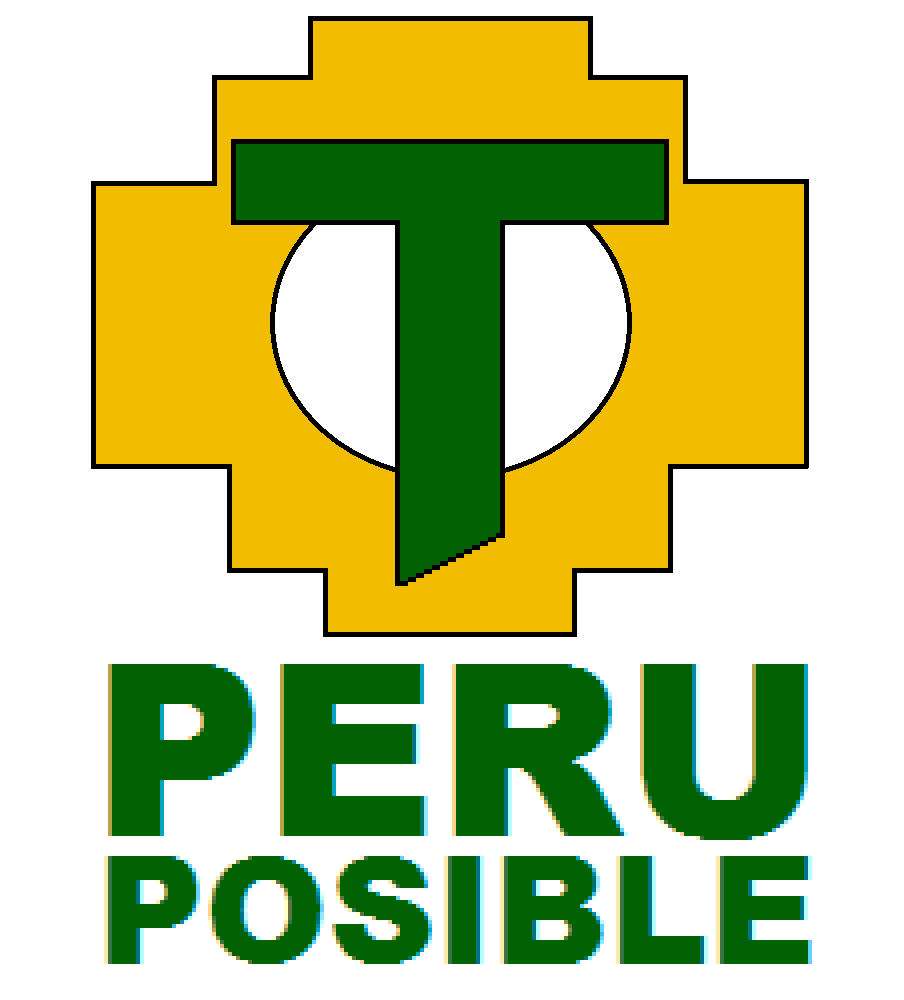

Perú Posible ist eine politische Partei in Peru. Sie wurde von Alejandro Toledo Manrique (peruanischer Präsident von 2001 bis 2006) gegründet.
Die Partei nahm unter dem Ursprungsnamen País Posible erstmals an den Parlamentswahlen von 1995 teil. Damals gelang ihr der Einzug in den Kongress mit zwei Abgeordneten.
Danach änderte sie ihren Namen um. Sie beteiligte sich an den Wahlen von 2000. Vor dem zweiten Wahlgang zog sie mit dem Vorwurf des Betruges durch die Regierung Fujimori zurück und führte Protestdemonstrationen durch.
Nach dem Sturz Fujimoris rief die Übergangsregierung 2001 Neuwahlen aus. Dabei wurde der Gründer und Vorsitzende von Perú Posible, Alejandro Toledo, im zweiten Wahlgang zum Präsidenten gekürt. Im Parlament erreichte Perú Posible als stärkste Partei 45 von 120 Sitzen und ging eine Allianz mit der FIM (11 Sitze) ein.